# Михайловский, Игорь Михайлович
Михайловський Игорь Михайлович (6 декабря 1939, Житомир — 17 ноября 2021) — украинский физик, доктор физико-математичних наук (1986), профессор (1996), старший научный сотрудник Харьковського физико-технического института НАН Украины, один из ведущих в мире ученых в сфере полевой емиссии, микроскопии, физики твердого тела и радиационного материаловедения. Лауреат премии конкурса Государственного комитета по использованию атомной энергии в СССР.

## Биография
Родился 6 декабря 1939 года в городе Житомире, Украина (бывший СССР). В первые дни Второй мировой войны он оказался на крайней западной границе бывшего СССР. Затем вместе с матерью и братом был эвакуирован в Саратов. В то время его отец, являясь офицером, участвовал в боях.
После войны семья Игоря Михайловского переехала в Одессу, где он окончил среднюю школу, а в 1961 году — физический факультет Одесского государственного университета. После окончания аспирантуры в 1963 году Игорь Михайловский начал работу в Физико-техническом институте АН УССР (ныне Национальный научный центр «Харьковский физико-технический институт» НАН Украины) в лаборатории кристаллофизики. 16 июля 1969 г. защитил кандидатскую диссертацию по специальности «Физика твердого тела». 20 октября 1981 — старший научный сотрудник. 21 февраля 1986 г. И. Михайловскому присуждена научная степень доктора физико-математических наук. 21 марта 1997 — профессор.
Умер 17 ноября 2021 года.

## Семья
Отец — Михайловський Михаил Михайлович.
Мать — Михайловськая Мария Мариановна.
В браке с Михайловськой Татьяной Савельевной (девич. Козмазовская) с 31.10.1961 г.
Дети — Андрей, Елена.

## Научная деятельность
Основные направления научных исследований:
- атомная структура дефектов строения твердых тел;
- теоретические аспекты физики твердого тела;
- прочность наноразмерных и низкоразмерных систем и объектов;
- структура радиационных дефектов и радиационное материаловедение;
- модификация поверхности металлов и сплавов в сильных электрических полях;
- автоэмиссионная микроскопия аморфных сплавов;
- физика прочности и пластичности микрокристаллов и полевая эмиссионная электроника.

За время научной деятельности разработал:
- метод низкотемпературной полевой ионной микроскопии и масс анализа;
- создал новое направление в физике поверхностей деления в обратном пространстве в приближении парных потенциалов;
- создал метод высокораздельного атомного зондирования сверхпроводящих материалов и тяжелоплавких металлов и сплавов;
- создание комплекса высокополевых технологий для изготовления микрохирургических инструментов нового поколения, полевых эмиттеров и микрозондов для сканирующих туннельных микроскопов;
- разработал высокополевые технологии создания и диагностики линейных углеродных кластеров;
- создал сверхвысокораздельную полевую электронную микроскопию и получил первые в мировой практике фотографии атомов в реальном пространстве;
- разработал несколько способов изготовления и сверхточной (до атомных цепей) заточки микрохирургических вольфрамовых инструментов, широко используемых в офтальмологии, стоматологии и других микрохирургических вмешательствах.

Данные разработки подтверждены рядом патентов. База патентов Украины
Royal Society of Chemistry (UK) определили фотографию атома как одно из величайших событий в химии. По результатам опроса Социальной сети «Украинские ученые в мире» работа коллектива физиков Харьковского физико-технологического института, в результате которой было получено изображение атомных орбиталей, заняла первое место в рейтинге самых выдающихся событий в украинском образовании и науке в 2009 году. Полученные изображения атомных орбиталей включены в программы ведущих колледжей и высших школ США и в учебники по общему курсу химии и физики.
Автор 5 монографий и 255 научных статей і 30 патентов.
Общий стаж работы — 55 лет.
Игорь Михайловский был талантливым ученым и педагогом. Под его руководством защищены 10 кандидатских и 3 докторские диссертации.

### Публикации в международных изданиях
- Physical Review B
- Scientific American
- Inside Science
- Research Gate
- Semantic Scholar
- Science

## Награды
За свою научную деятельность отмечен медалью «За доблестный труд» и первой премией Минсредмаша СССР за лучшую работу по физике радиационных повреждений.

## Эксперимент с фотографией атома
В конце 2000-х на базе Харьковского физико-технического института группа физиков под руководством проф. И. Михайловского  работала над экспериментом с фотографией атома. Команда использовала полевой автоэлектронный микроскоп 1936 (Электронный проектор), который был изобретен в 30-е годы прошлого века Эрвином Мюллером. Он обладает скромным разрешением, однако группе удалось впервые идеально навести на резкость этот микроскоп и использовать его теоретическую границу разрешения. Таким образом, в сентябре 2009 года были получены портреты атомов с невиданным фантастическим увеличением — в десятки миллионов раз. Дело в том, что разрешение этого микроскопа в высокой степени зависит от «остроты» катода. В данном случае — это одномерная углеродная нить (то есть вертикальная последовательность нескольких десятков атомов углерода). Один конец нити закреплен на катоде, а другой остается свободным.
Сущность метода состоит в том, что образец размещается на подложке в условиях высокого вакуума и низкой температуры. При этом вокруг электрода создается электрическое поле максимальной напряженности, о которой вообще может идти речь в рамках физики твердого тела. Под действием напряжения последний атом в цепи начинал излучать электроны на внешний экран, покрытый фосфором. В результате удалось получить изображение, где видны области нахождения отдельных электронов атомного ядра.
Карбоновая нить была получена в процессе институтских разработок по изготовлению одномерных углеродных нитей. Расчеты показывают, что прочность таких нитей превышает все, что было известно до сих пор. Например, энергия углеродной связи в одномерной цепочке оказывается большей, чем в алмазе. Это самая прочная связь, которая известна физикам. Наша цивилизация сейчас активно осваивает нанотехнологии, а вершиной этого процесса будет использование одноатомных нитей. Это как «скелет» всего будущего нановопроизводства.

## Чествование памяти
В музее науки в Киеве установлена отдельная экспозиция, посвященная первой в мире фотографии атома  